# Eric Borén
Eric Borén, född 13 augusti 1768, död 6 december 1808, var en svensk jurist.
Borén var auskultant i Svea hovrätt 1792, vice notarie 1795, vice hovnotarie vid Övre borgrätten 1797 samt hovnotarie 1803.
Han var amatörviolinist och invaldes som ledamot nummer 150 i Kungliga Musikaliska Akademien 1794.